# Generali Open Kitzbühel 2015
Generali Open Kitzbühel 2015 byl profesionální tenisový turnaj pořádaný jako součást mužského okruhu ATP World Tour, který se hrál na otevřených antukových dvorcích Tennis Stadium Kitzbühel. Konal se mezi 2. až 8. srpnem 2015 v rakouském alpském letovisku Kitzbühel jako jubilejní sedmdesátý první ročník turnaje.
Turnaj s rozpočtem 494 310 eur patřil do kategorie ATP World Tour 250. Nejvýše nasazeným hráčem ve dvouhře se stal dvacátý první tenista světa Dominic Thiem z Rakouska, jenž se však před zahájením turnaje odhlásil. Šestou singlovou trofej na okruhu ATP Tour si připsal Němec Philipp Kohlschreiber. Deblovou soutěž ovládl španělsko-argentinský pár Nicolás Almagro a Carlos Berlocq.
Do sezóny 2014 byl turnaj hrán pod názvem sponzora Bet-at-home Cup Kitzbühel.

## Rozdělení bodů a finančních odměn

### Rozdělení bodů
| Soutěž       | vítězové | finalisté | semifinalisté | čtvrtfinalisté | 16 v kole | 32 v kole | Q  | Q3 | Q2 | Q1 |
| ------------ | -------- | --------- | ------------- | -------------- | --------- | --------- | -- | -- | -- | -- |
| dvouhra mužů | 250      | 150       | 90            | 45             | 20        | 0         | 12 | 6  | 0  | 0  |
| čtyřhra mužů | 250      | 150       | 90            | 45             | 0         |           |    |    |    |    |

### Finanční odměny
| Soutěž                              | vítězové | finalisté | semifinalisté | čtvrtfinalisté | 16 v kole | 32 v kole | Q3   | Q2   | Q1 |
| ----------------------------------- | -------- | --------- | ------------- | -------------- | --------- | --------- | ---- | ---- | -- |
| dvouhra                             | €80 000  | €42 100   | €22 800       | €12 990        | €7 655    | €4 535    | €730 | €350 | —  |
| čtyřhra                             | €24 280  | €12 760   | €6 920        | €3 960         | €2 320    | —         | —    | —    | —  |
| částka ve čtyřhře je uvedena na pár |          |           |               |                |           |           |      |      |    |

## Mužská dvouhra

### Nasazení
| Stát                             | Hráč                  | ATP | Nasazení |
| -------------------------------- | --------------------- | --- | -------- |
| Rakousko                         | Dominic Thiem         | 24. | 1.       |
| Itálie                           | Andreas Seppi         | 26. | 2.       |
| Itálie                           | Fabio Fognini         | 32. | 3.       |
| Slovensko                        | Martin Kližan         | 34. | 4.       |
| Argentina                        | Juan Mónaco           | 38. | 5.       |
| Německo                          | Philipp Kohlschreiber | 40. | 6.       |
| Česko                            | Jiří Veselý           | 45. | 7.       |
| Španělsko                        | Albert Ramos-Viñolas  | 55. | 8.       |
| Žebříček ATP k 27. červenci 2015 |                       |     |          |

### Jiné formy účasti
Následující hráči obdrželi divokou kartu do hlavní soutěže:
- Gerald Melzer
- Jürgen Melzer
- Dennis Novak

Následující hráči postoupili z kvalifikace:
- Kenny de Schepper
- Rogério Dutra Silva
- Paul-Henri Mathieu
- Jan-Lennard Struff
  -  Albert Montañés – jako šťastný poražený

### Odhlášení
před zahájením turnaje
- Pablo Andújar → nahradil jej Dušan Lajović
- Simone Bolelli → nahradil jej Albert Montañés
- Guillermo García-López → nahradil jej Michail Južnyj
- David Goffin → nahradil jej Aljaž Bedene
- Gilles Simon → nahradil jej Pablo Carreño Busta
- João Sousa → nahradil jej João Souza

### Skrečování
- Juan Mónaco

## Mužská čtyřhra

### Nasazení
| Stát                                                                        | Hráč                | Stát    | Hráč               | ATP | Nasazení |
| --------------------------------------------------------------------------- | ------------------- | ------- | ------------------ | --- | -------- |
| Spojené království                                                          | Dominic Inglot      | Švédsko | Robert Lindstedt   | 78. | 1.       |
| Německo                                                                     | Andre Begemann      | Polsko  | Łukasz Kubot       | 91. | 2.       |
| Polsko                                                                      | Mariusz Fyrstenberg | Mexiko  | Santiago González  | 91. | 3.       |
| Rakousko                                                                    | Jürgen Melzer       | Německo | Philipp Petzschner | 93. | 4.       |
| Žebříček ATP k 27. červenci 2015; číslo je součtem umístění obou členů páru |                     |         |                    |     |          |

### Jiné formy účasti
Následující páry obdržely divokou kartu do hlavní soutěže:
- Alexander Erler /  Philipp Kohlschreiber
- Fabio Fognini /  Alberto Giraudo

## Přehled finále

### Mužská dvouhra
- Philipp Kohlschreiber vs.  Paul-Henri Mathieu, 2–6, 6–2, 6–2

### Mužská čtyřhra
- Nicolás Almagro /  Carlos Berlocq vs.  Robin Haase /  Henri Kontinen, 5–7, 6–3, [11–9]